# Simionești, Bistrița-Năsăud
Simionești, mai demult Șimontelche, Șimontelnic, Șimotelnic (în dialectul săsesc Seimesdref, germană Simonsfeld, Seimersdorf, Seimesdorf, Simonsdorf, maghiară Simontelke) este un sat în comuna Budacu de Jos din județul Bistrița-Năsăud, Transilvania, România.
Localitatea '''Simionești''' este atestată documentar în 1215, fiind cea de-a doua cea mai veche localitate din județul Bistrița-Năsăud, după localitatea Șieu-Sfântu (1172).
Atestarea rezultă din "Registrul de la Oradea" pe anul 1215 se află consemnat procesul in care "Demetriu din satul Năsal a învinuit pe Joanca din satul Simionești (villa Simonis) și pe Urbanus din satul Ebeș (așezare dispărută aflată lîngă Gornești-Mureș), spunînd că atunci cînd au primit-o pe cumnata lor, după moartea soțului ei, i-au luat și banii săi în valoare de treizeci de mărci". Voevodul Simion i-a trimis pe împricinați pentru proba fierului roșu la. Oradea, unde ei au căzut la învoială. (P.Boca - ''Vechimea documentara a localitatilor din judetul Bistrița-Năsăud'') 

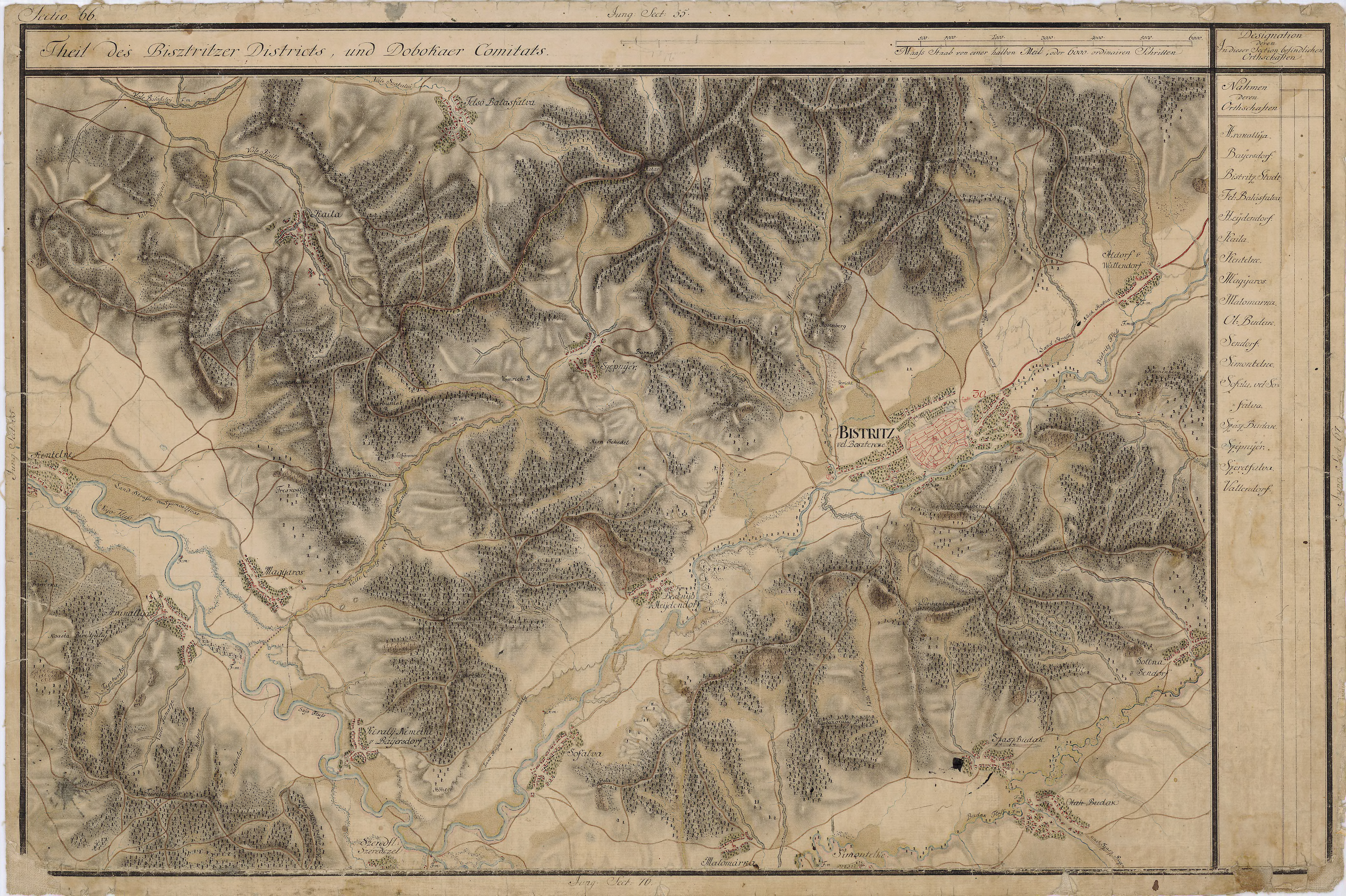
Simioneşti în Harta Iosefină a Transilvaniei, 1769-73